# Iduna aedon

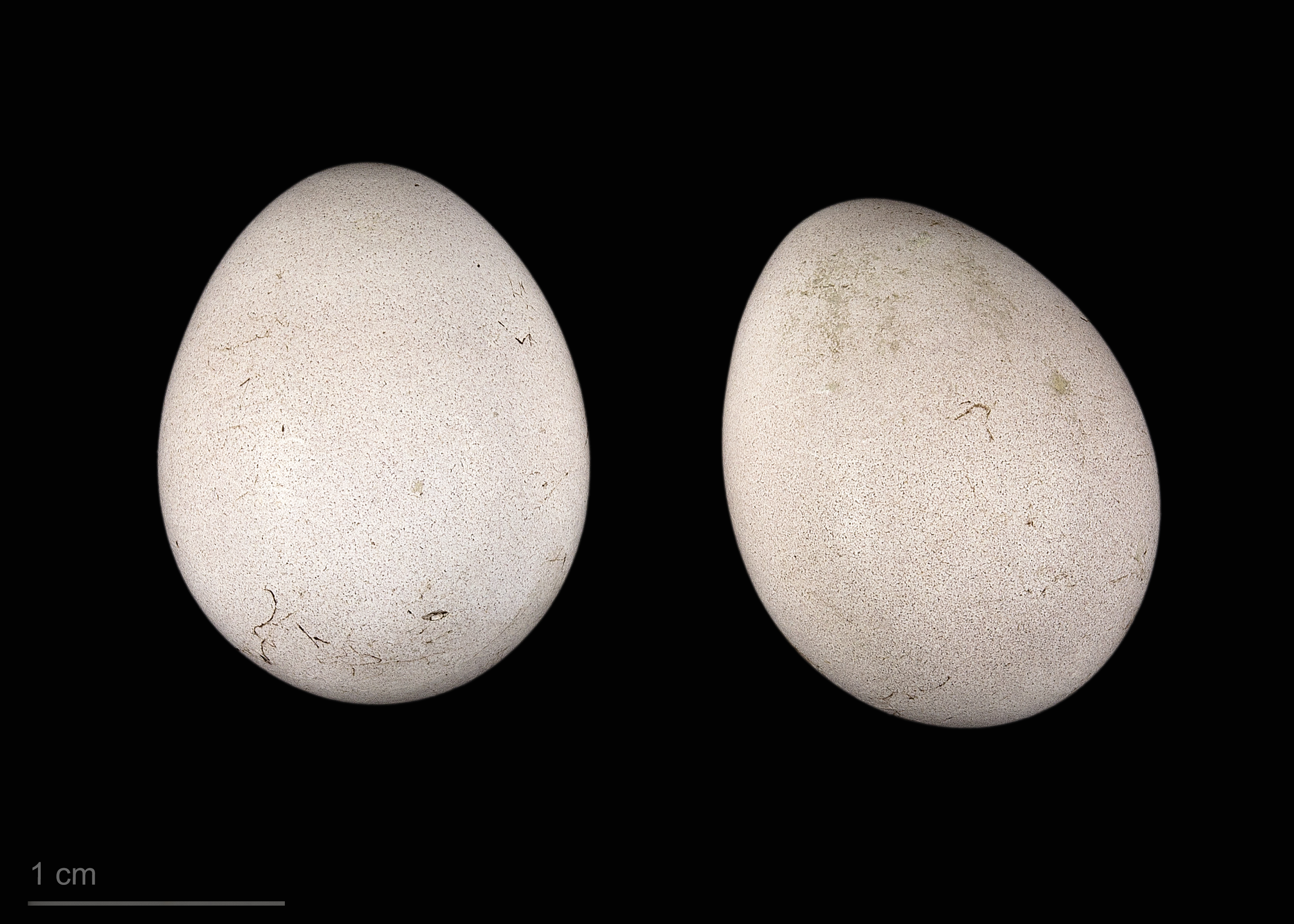
Arundinax aedon aedon - MHNT

El carricero picogordo (Iduna aedon) es una especie de ave paseriforme de la familia Acrocephalidae que habita la zona templada del este de Asia. Es un ave migratoria, ya que pasa el invierno en el área tropical del sudeste asiático. Raramente migra hacia el oeste de Europa.
Este pájaro puede encontrarse entre la vegetación densa como juncos, arbustos y hierba alta. En los nidos suelen depositar entre cinco y seis huevos, siempre en árboles bajos. 
Es un ave mediana, de entre 16 y 17,5 cm de largo, y es casi tan grande como el carricero tordal (Acrocephalus arundinaceus). El adulto tiene rayas pardas en el cuerpo y en las patas, con algunos tonos distintos en ciertas zonas del plumaje. La frente tiene forma redonda, y la cresta es corta y puntiaguda. Ambos sexos son idénticos, y como la mayor parte de estas aves, todos excepto los polluelos presentan un tono marrón oscuro en el vientre. Es un pájaro insectívoro, pero también puede alimentarse de otras presas. 
Su canto es rápido y sonoro, similar al del carricero políglota, con mucho mimetismo y con silbidos añadidos.